# Сеидов, Аббас Гадир оглы
Сеидов, Аббас Гадир оглы (азерб. Abbas Qadir oğlu Seyidov, род. 1 апреля 1957, Нахичевань) — археолог. Доктор исторических наук. Главный директор Института археологии, этнографии и антропологии НАН Азербайджана.

## Биография
Родился 1 апреля 1957 года в городе Нахичевань. Окончил Нахичеванский государственный педагогический университет, факультет истории и филологии по специальности «история».
1982—1986 — Преподаватель Нахичеванского ГПУ.
С 2000 года — преподаватель кафедры гуманитарных дисциплин Азербайджанского государственного экономического университета. Ведущий научный сотрудник Института Археологии и этнографии НАНА.
Кандидат исторических наук (1991). Тема диссертации: «Памятники Кура-Аракской культуры  на территории Нахичевани». Доктор исторических наук (2003). Тема диссертации: «Культура бронзового века Нахичевани».
С 1975 года участвует в археологических раскопках. Возглавлял археологические экспедиции в Бабек, Джульфу, Шарур, Кенгерли, Тертер, Барду.
2013—2018 Член экспертного совета ВАК Азербайджана по истории при Президенте АР.
С 2015 года член Союза писателей Азербайджана.
2014—2017 Главный редактор журнала «История, человек и общество». 
С 2019 года — член Европейской Ассоциации археологов.
С ноября 2021 года — Главный директор Института археологии, этнографии и антропологии НАН Азербайджана.

## Научная деятельность
Автор 394 статей, 35 книг. 70 статей и 2 книги изданы за пределами Азербайджана.

## Избранные труды
- «От первобытного общества к городской культуре» (Баку, 2016)
- «Древний Ордубад» (Нахичевань, 2014)
- «Шортепе» (Баку, 2013)
- «Древний Шарур» (Баку, 2012 В соавторстве)
- «Нижний Дашарх» (Баку, 2012 В соавторстве)
- «Гёйгёль» (Баку, 2011)
- «Садарак» (Баку, 2011 В соавторстве)
- «Нахичевань 5 000» (Баку, 2011)
- «Халадж» (Баку, 2010 В соавторстве)
- «Арабйенгидже» (Баку, 2009 В соавторстве)
- «Еленендорф - Еленено - Ханлар» (Баку, 2007)
- «Гемигая (топонимы, места древних кочёвок)» (Баку, 2003)
- «Археологические исследования в Нахаджире» (Баку, 2002)

## Награды
- «Золотое перо» (1998)
- Медаль «Прогресс» (24.09.2020)[1]